# Corrado Ardizzoni
Corrado Ardizzoni (* 23. Februar 1916 in Renazzo; † 14. März 1980 in Cento) war ein italienischer Radrennfahrer.

## Sportliche Laufbahn
Ardizzoni war im Straßenradsport aktiv. Als Amateur startete er für den Verein „Unione Ciclistica Centese“. 1936 siegte er im Rennen Targa d’Oro Citta di Legano, 1937 in der Trofeo Tognoli.
1936 startete er bei den Olympischen Sommerspielen in Berlin. Im olympischen Straßenrennen wurde er mit weiteren Fahren 16. In der Mannschaftswertung wurde Italien mit Corrado Ardizzoni, Pierino Favalli, Glauco Servadei und Elio Bavutti Vierter. Bei den Straßenradsport-Weltmeisterschaften 1938 schied er nach einem Sturz aus. Im Oktober 1938 wurde er Berufsfahrer. Nach dem Zweiten Weltkrieg wurde er Unabhängiger und bestritt bis 1949 Rennen. 1938 siegte er im Giro dell’Emilia, im Gran Premio Recoaro und in der Coppa Collecchio. 1946 gewann er die Trofeo Minardi, 1947 den Giro del Medio Polesine. Den Giro d’Italia 1939 beendete er nicht.